# Marionetki
Marionetki (Марионетки, Marionette) è un film del 1933 diretto da Jakov Aleksandrovič Protazanov e Porfirij Podobed.